# Рыкулино (Владимирская область)
Рыку́лино — деревня в Александровском районе Владимирской области. Расположена в 95 км от МКАД между Ярославским и Щёлковским шоссе.

## География

### Географическое положение
Деревня Рыкулино находится в южной части Александровского района, в восточной части Клинско-Дмитровской гряды, переходящей затем ещё восточнее во Владимирское Ополье и южнее — в Мещёрскую низменность. Расстояние до Александрова — 11 км (14.5 км по дорогам).

### Реки
Река Молокча, на левом берегу которой расположено Рыкулино, относится к бассейну Оки. В 2,5 км к юго-востоку от деревни Молокча сливается с рекой Серая, образуя реку Шерна.

## История
Рыкулино существует, как минимум с XV века. Находилось в вотчине боярина Александра Владимировича.  Во второй четверти XVII века, после опустения, была заново населена среди прочих деревень в окрестностях Махрищского монастыря. В конце 1980-х к востоку от старой части деревни была построена новая часть — Нью-Рыкулино.

## Население
| 1859 | 1905 | 1926 | 2002 | 2010 | 2021 |
| ---- | ---- | ---- | ---- | ---- | ---- |
| 119  | ↗147 | ↗161 | ↘3   | ↘0   | ↗28  |